# Neobalaenidae
Los neobaleninos (Neobalaeninae) son una subfamilia de cetáceos misticetos. Sólo se conocen dos especies, una actual y otra extinta.
Tradicionalmente los neobalénidos solían ser incluidos dentro de la familia Balaenidae. Su colocación en una familia separada se apoya en datos anatómicos y moleculares al realizar estudios en los genes mitocondriales.

## Especies
- Caperea marginata: única especie viva actualmente.
- Miocaperea pulchra:[3] encontrada en depósitos del Mioceno en Perú.